# Lijst van gemeentelijke monumenten in Roerdalen
De gemeente Roerdalen heeft 106 gemeentelijke monumenten. Hieronder een overzicht. 

## Herkenbosch
De plaats Herkenbosch kent 19 gemeentelijke monumenten:
| Object                                                       | Bouwjaar | Architect   | Locatie                                                 | Coördinaten                   | Nr.        | Afbeelding                        |
| ------------------------------------------------------------ | -------- | ----------- | ------------------------------------------------------- | ----------------------------- | ---------- | --------------------------------- |
| Wegkruis                                                     |          |             | Aan de Vier Gebroeders/Schaapsweg                       | 51° 9' 17" NB, 6° 3' 22" OL   | 1669/WN001 | Upload foto                       |
| Woonhuis                                                     |          |             | Daelenbroekweg 15                                       | 51° 9' 16" NB, 6° 4' 5" OL    | 1669/WN002 | Upload foto                       |
| Boerderijhoeve                                               |          |             | Dr. Biermansstraat 17                                   | 51° 9' 10" NB, 6° 3' 32" OL   | 1669/WN003 | Upload foto                       |
| Wegkruis                                                     |          |             | Dr. Biermansstraat/splitsing Hammerstraat               | 51° 9' 10" NB, 6° 3' 38" OL   | 1669/WN004 | Wegkruis                          |
| Woonhuis in Traditionalisme stijl                            | XIXd     |             | Hammerstraat 17                                         | 51° 9' 6" NB, 6° 3' 34" OL    | 1669/WN005 | Woonhuis in Traditionalisme stijl |
| Boerderijhoeve                                               |          |             | Hammerstraat 23                                         | 51° 9' 5" NB, 6° 3' 31" OL    | 1669/WN006 | Upload foto                       |
| Woonhuis                                                     |          |             | Hammerstraat 24                                         | 51° 9' 5" NB, 6° 3' 27" OL    | 1669/WN007 | Woonhuis                          |
| Woonhuis in 19e-eeuws traditioneel stijl                     | 1894     |             | Hoofdstraat 2                                           | 51° 9' 10" NB, 6° 3' 41" OL   | 1669/WN008 | Meer afbeeldingen                 |
| Beeld                                                        |          |             | Hoofdstraat bij 18, in plantsoen tegenover H. Hartbeeld | 51° 9' 11" NB, 6° 3' 48" OL   | 1669/WN009 | Upload foto                       |
| Grafkruisen Hardstenen grijs Achter koor St. Sebastianuskerk |          |             | Hoofdstraat 21                                          | 51° 9' 11" NB, 6° 3' 48" OL   | 1669/WN010 | Upload foto                       |
| Wegkruis                                                     |          |             | Meinweg 223 (naastgelegen)                              | 51° 11' 12" NB, 6° 10' 47" OL | 1669/WN011 | Upload foto                       |
| Hammerhof                                                    |          |             | Muytertweg 33                                           | 51° 9' 7" NB, 6° 2' 40" OL    | 1669/WN012 | Upload foto                       |
| Wegkruis                                                     |          |             | Driesprong Muytertweg/Waterschei/Hammerlaan             | 51° 8' 55" NB, 6° 4' 13" OL   | 1669/WN013 | Wegkruis                          |
| Wegkruis                                                     |          |             | Stationsweg 2, ervoor                                   | 51° 8' 15" NB, 6° 6' 31" OL   | 1669/WN014 | Wegkruis                          |
| Woonhuis/kantoor in Traditionalisme stijl                    | ca. 1900 |             | Stationsweg 53                                          | 51° 9' 28" NB, 6° 4' 0" OL    | 1669/WN015 | Upload foto                       |
| Woonhuis                                                     |          |             | Steegstraat 4                                           | 51° 9' 9" NB, 6° 3' 42" OL    | 1669/WN016 | Meer afbeeldingen                 |
| Groot gebouwencomplex De Steeg                               |          |             | Steegstraat 10                                          | 51° 9' 8" NB, 6° 3' 46" OL    | 1669/WN017 | Meer afbeeldingen                 |
| Onze-Lieve-Vrouw-van-Fatimakapel                             |          | Harry Koene | Wijngaardstraat 5                                       | 51° 9' 46" NB, 6° 3' 39" OL   | 1669/WN018 | Onze-Lieve-Vrouw-van-Fatimakapel  |
| Wit kapelletje voor Fatimakapel                              |          |             | Wijngaardstraat 5                                       | 51° 9' 46" NB, 6° 3' 39" OL   | 1669/WN019 | Upload foto                       |

## Melick
De plaats Melick kent 22 gemeentelijke monumenten:
| Object                                             | Bouwjaar            | Architect | Locatie                        | Coördinaten                 | Nr.        | Afbeelding                               |
| -------------------------------------------------- | ------------------- | --------- | ------------------------------ | --------------------------- | ---------- | ---------------------------------------- |
| Woonhuis                                           |                     |           | De steeg 9                     | 51° 9' 22" NB, 6° 1' 8" OL  | 1669/WN020 | Upload foto                              |
| Boerderij/hoeve in Traditionalisme stijl           | ca 1905             |           | Dorpsstraat 23                 | 51° 9' 24" NB, 6° 0' 40" OL | 1669/WN021 | Upload foto                              |
| Oud raadhuis                                       | 1888, 1919 verbouwd |           | Dorpsstraat 43                 | 51° 9' 26" NB, 6° 0' 52" OL | 1669/WN022 | Upload foto                              |
| Woonhuis in Traditionalisme stijl                  | 1922                |           | Dorpsstraat 51                 | 51° 9' 26" NB, 6° 0' 55" OL | 1669/WN023 | Upload foto                              |
| Boerderij/Hoeve Genhof                             |                     |           | Dorpsstraat 96                 | 51° 9' 26" NB, 6° 1' 9" OL  | 1669/WN024 | Upload foto                              |
| Wegkruis                                           |                     |           | Dr. Nolenslaan/Clauslaan       | 51° 9' 38" NB, 6° 0' 50" OL | 1669/WN025 | Upload foto                              |
| Woonhuis Hoeve Milling in Traditionalisme stijl    | ca 1924             |           | Groenstraat 12                 | 51° 9' 29" NB, 6° 1' 15" OL | 1669/WN026 | Upload foto                              |
| Woonhuis in Traditionalisme stijl                  | ca 1907             |           | Groenstraat 26                 | 51° 9' 30" NB, 6° 1' 22" OL | 1669/WN027 | Upload foto                              |
| Boerderij/hoeve in Traditionalisme stijl           | 1917                |           | Groenstraat 32                 | 51° 9' 31" NB, 6° 1' 24" OL | 1669/WN028 | Boerderij/hoeve in Traditionalisme stijl |
| Boerderij/hoeve in 19e-eeuws traditioneel stijl    | XIXd                |           | Groenstraat 34                 | 51° 9' 31" NB, 6° 1' 26" OL | 1669/WN029 | Upload foto                              |
| Boerderij/hoeve                                    |                     |           | Groenstraat 54                 | 51° 9' 35" NB, 6° 1' 35" OL | 1669/WN030 | Boerderij/hoeve                          |
| Boerderij/hoeve Lattenhof in Traditionalisme stijl | ca 1905             |           | Heinsbergerweg 40              | 51° 9' 23" NB, 6° 0' 27" OL | 1669/WN031 | Upload foto                              |
| Mariakapel                                         |                     |           | Heinsbergerweg tov Dorpsstraat | 51° 9' 22" NB, 6° 0' 27" OL | 1669/WN032 | Upload foto                              |
| Apolloniabeeld                                     |                     |           | Kerkberg (Oud kerkhof)         | 51° 9' 22" NB, 6° 0' 23" OL | 1669/WN033 | Upload foto                              |
| Bionenburg                                         |                     |           | Kerkberg (Oud kerkhof)         | 51° 9' 22" NB, 6° 0' 23" OL | 1669/WN034 | Upload foto                              |
| De Schilling                                       |                     |           | Kerkberg (Oud kerkhof)         | 51° 9' 22" NB, 6° 0' 23" OL | 1669/WN035 | Upload foto                              |
| Grafkruis Bolch                                    |                     |           | Kerkberg (Oud kerkhof)         | 51° 9' 22" NB, 6° 0' 23" OL | 1669/WN036 | Upload foto                              |
| Grafkruis Plumechers                               |                     |           | Kerkberg (Oud kerkhof)         | 51° 9' 22" NB, 6° 0' 23" OL | 1669/WN037 | Upload foto                              |
| Grafmonument pastoor Bartels                       |                     |           | Kerkberg (Oud kerkhof)         | 51° 9' 22" NB, 6° 0' 23" OL | 1669/WN038 | Upload foto                              |
| Paulusbeeld                                        |                     |           | Kerkberg (Oud kerkhof)         | 51° 9' 22" NB, 6° 0' 23" OL | 1669/WN039 | Upload foto                              |
| Woonhuis                                           |                     |           | Waterschei 22                  | 51° 9' 31" NB, 6° 1' 56" OL | 1669/WN040 | Upload foto                              |
| Beeld De Verrezen Christus                         |                     |           | Waterschei/hoek Groenstraat    | 51° 9' 35" NB, 6° 1' 54" OL | 1669/WN041 | Upload foto                              |

## Montfort
De plaats Montfort kent 2 gemeentelijke monumenten:
| Object                                                          | Bouwjaar | Architect | Locatie        | Coördinaten                  | Nr.        | Afbeelding                                                      |
| --------------------------------------------------------------- | -------- | --------- | -------------- | ---------------------------- | ---------- | --------------------------------------------------------------- |
| Voormalig schoolgebouw, thans klooster in Traditionalisme stijl | ca 1910  |           | Kerkstraat 1-3 | 51° 7' 32" NB, 5° 56' 50" OL | 1669/WN042 | Voormalig schoolgebouw, thans klooster in Traditionalisme stijl |
| Voormalige boerderij, nu woonhuis in Traditionalisme stijl      | XXa      |           | Vinkesteeg 1   | 51° 7' 29" NB, 5° 57' 8" OL  | 1669/WN043 | Voormalige boerderij, nu woonhuis in Traditionalisme stijl      |

## Posterholt
De plaats Posterholt kent 3 gemeentelijke monumenten:
| Object                               | Bouwjaar         | Architect | Locatie                | Coördinaten                 | Nr.        | Afbeelding                           |
| ------------------------------------ | ---------------- | --------- | ---------------------- | --------------------------- | ---------- | ------------------------------------ |
| Voormalige boerdeij, nu woonhuis     | vroeg-19de-eeuws |           | Burg. Geradtsstraat 16 | 51° 7' 39" NB, 6° 1' 18" OL | 1669/WN044 | Voormalige boerdeij, nu woonhuis     |
| Gesloten hoeve met woonhuis Borgshof | 1913             |           | Heinsbergerweg 56      | 51° 6' 50" NB, 6° 2' 50" OL | 1669/WN045 | Gesloten hoeve met woonhuis Borgshof |
| Trafohuis                            | 1935             |           | Roermondseweg naast 1  | 51° 7' 36" NB, 6° 1' 25" OL | 1669/WN046 | Trafohuis                            |

## St. Odiliënberg
De plaats St. Odiliënberg kent 3 gemeentelijke monumenten:
| Object                                                                   | Bouwjaar | Architect | Locatie                | Coördinaten                 | Nr.        | Afbeelding                                                               |
| ------------------------------------------------------------------------ | -------- | --------- | ---------------------- | --------------------------- | ---------- | ------------------------------------------------------------------------ |
| Voormalig postkantoor in Traditionalisme met invloeden van de jugendstil | 1910     |           | Hoofdstraat 11         | 51° 8' 48" NB, 6° 0' 12" OL | 1669/WN047 | Voormalig postkantoor in Traditionalisme met invloeden van de jugendstil |
| Pastorie neorenaissancestijl (invloed-                                   | ca 1885  |           | Hoofdstraat 22         | 51° 8' 47" NB, 6° 0' 12" OL | 1669/WN048 | Pastorie neorenaissancestijl (invloed-                                   |
| Woonhuis in traditionalisme-stijl                                        | ca 1920  |           | Pastoor Siebenstraat 5 | 51° 8' 50" NB, 6° 0' 9" OL  | 1669/WN049 | Woonhuis in traditionalisme-stijl                                        |

## Vlodrop
De plaats Vlodrop kent 57 gemeentelijke monumenten:
| Object                                                                          | Bouwjaar            | Architect                         | Locatie                             | Coördinaten                 | Nr.        | Afbeelding                                      |
| ------------------------------------------------------------------------------- | ------------------- | --------------------------------- | ----------------------------------- | --------------------------- | ---------- | ----------------------------------------------- |
| Grafkruis Wolfhagen                                                             |                     |                                   | Angsterweg Begraafplaats            | 51° 7' 48" NB, 6° 4' 25" OL | 1669/WN050 | Upload foto                                     |
| Woonhuis in traditionalisme-stijl                                               | 1917                |                                   | Bennebroekweg 10                    | 51° 8' 6" NB, 6° 4' 21" OL  | 1669/WN051 | Upload foto                                     |
| Boerderij/hoeve in 19e-eeuws traditioneel stijl                                 | XIXB                |                                   | Bergerweg 7                         | 51° 7' 57" NB, 6° 4' 35" OL | 1669/WN052 | Upload foto                                     |
| Woonhuis in traditionalisme stijl                                               | ca 1930             |                                   | Bergerweg 9                         | 51° 7' 57" NB, 6° 4' 35" OL | 1669/WN053 | Upload foto                                     |
| Boerderij/hoeve in 19e-eeuws traditioneel stijl                                 | Eind 18de eeuw      |                                   | Bergerweg 17                        | 51° 7' 59" NB, 6° 4' 32" OL | 1669/WN054 | Upload foto                                     |
| Woonhuis in Traditionalisme stijl                                               | 1924                |                                   | Bergerweg 29-31                     | 51° 8' 2" NB, 6° 4' 24" OL  | 1669/WN055 | Woonhuis in Traditionalisme stijl               |
| Woonhuis in 19e-eeuws traditioneel stijl                                        | 1896                |                                   | Bergerweg 30                        | 51° 8' 3" NB, 6° 4' 26" OL  | 1669/WN056 | Upload foto                                     |
| Woonhuis Huize Helena in Traditionalisme stijl                                  | 1930                | Henderix, Jac. te Roermond.       | Bergerweg 38                        | 51° 8' 6" NB, 6° 4' 18" OL  | 1669/WN057 | Upload foto                                     |
| Boerderij/hoeve De Triest                                                       |                     |                                   | Bergerweg 46                        | 51° 8' 30" NB, 6° 3' 37" OL | 1669/WN058 | Upload foto                                     |
| Woonhuis in Traditionalisme stijl                                               | 1930                | Wagemans, W. te Roggel.           | Bergerweg 47                        | 51° 8' 5" NB, 6° 4' 16" OL  | 1669/WN059 | Upload foto                                     |
| Boerderij/hoeve Moorsel in 19e-eeuws traditioneel stijl                         | begin-19de-eeuws    |                                   | Bergerweg 48                        | 51° 8' 28" NB, 6° 2' 52" OL | 1669/WN060 | Meer afbeeldingen                               |
| Veldkruis de Triest                                                             |                     |                                   | Bergerweg (nabij Hoeve triest)      | 51° 8' 30" NB, 6° 3' 36" OL | 1669/WN061 | Upload foto                                     |
| Wegkruis                                                                        |                     |                                   | Bergerweg/Randweg                   | 51° 8' 2" NB, 6° 4' 28" OL  | 1669/WN062 | Upload foto                                     |
| Wegkruis                                                                        |                     |                                   | Bergerweg/Walstraat                 | 51° 7' 57" NB, 6° 4' 37" OL | 1669/WN063 | Upload foto                                     |
| Boerderij/hoeve                                                                 |                     |                                   | Boomgaardstraat 12-14               | 51° 7' 52" NB, 6° 4' 46" OL | 1669/WN064 | Upload foto                                     |
| Boerderij/hoeve in Traditionalisme stijl                                        | 1933                | Beckers, J.W. Vlodrop             | Etsberg 12                          | 51° 8' 16" NB, 6° 5' 38" OL | 1669/WN065 | Upload foto                                     |
| Boerderij/hoeve                                                                 |                     |                                   | Etsberg 26                          | 51° 8' 15" NB, 6° 5' 45" OL | 1669/WN066 | Upload foto                                     |
| Wegkruis                                                                        |                     |                                   | Etsberg                             | 51° 7' 35" NB, 6° 4' 39" OL | 1669/WN067 | Wegkruis                                        |
| Schuur bij Gitstappermolen                                                      | 1750                |                                   | Gitstappermolenweg bij 1            | 51° 8' 16" NB, 6° 6' 31" OL | 1669/WN068 | Upload foto                                     |
| Boerderij/hoeve in Traditionalisme stijl                                        | 1904                |                                   | Grootestraat 15                     | 51° 7' 57" NB, 6° 4' 44" OL | 1669/WN069 | Upload foto                                     |
| Boerderij/hoeve in 19e-eeuws traditioneel stijl                                 | XIXB                |                                   | Grootestraat 21                     | 51° 7' 57" NB, 6° 4' 46" OL | 1669/WN070 | Upload foto                                     |
| Boerderij/hoeve                                                                 |                     |                                   | Grootestraat 24                     | 51° 7' 58" NB, 6° 4' 49" OL | 1669/WN071 | Upload foto                                     |
| Boerderij/hoeve in 19e-eeuws traditioneel stijl                                 | XIXB                |                                   | Grootestraat 29                     | 51° 7' 59" NB, 6° 4' 47" OL | 1669/WN072 | Upload foto                                     |
| Boerderij/hoeve                                                                 |                     |                                   | Grootestraat 49                     | 51° 8' 3" NB, 6° 4' 51" OL  | 1669/WN073 | Upload foto                                     |
| Wegkruis                                                                        |                     |                                   | Grootestraat tov Steinwinkelweg     | 51° 7' 59" NB, 6° 4' 50" OL | 1669/WN074 | Upload foto                                     |
| Grenskantoor                                                                    |                     |                                   | Herkenbosserweg 7-9                 | 51° 8' 28" NB, 6° 7' 6" OL  | 1669/WN075 | Upload foto                                     |
| Herdenkingsmonument Dr. Meuwissen                                               |                     |                                   | Herkenbosserweg/Boslaan             | 51° 8' 38" NB, 6° 6' 11" OL | 1669/WN076 | Upload foto                                     |
| Wegkruis Vagevuur                                                               |                     |                                   | Holsterweg (Schutterslokaal)        | 51° 8' 7" NB, 6° 3' 8" OL   | 1669/WN077 | Upload foto                                     |
| kasteelboerderij Huyserhof                                                      | 1854                |                                   | Kasteelweg 3                        | 51° 7' 50" NB, 6° 4' 42" OL | 1669/WN078 | Meer afbeeldingen                               |
| Mariakapel                                                                      | 1996                |                                   | Kerkbergweg 1                       | 51° 7' 48" NB, 6° 4' 36" OL | 1669/WN079 | Mariakapel                                      |
| Kerkhofkruis                                                                    |                     |                                   | Kerkbergweg 2 (bij fam. Van Helden) | 51° 7' 35" NB, 6° 4' 39" OL | 1669/WN080 | Kerkhofkruis                                    |
| Boerderij Rentelaershof                                                         | begin 19e-eeuw      |                                   | Kerkbergweg 3                       | 51° 7' 31" NB, 6° 4' 44" OL | 1669/WN081 | Upload foto                                     |
| Woonhuis in Traditionalisme stijl                                               | 1916                |                                   | Kerkstraat 3-5                      | 51° 7' 53" NB, 6° 4' 32" OL | 1669/WN082 | Upload foto                                     |
| Woonhuis in Traditionalisme stijl                                               | 1923                |                                   | Kerkstraat 4                        | 51° 7' 54" NB, 6° 4' 31" OL | 1669/WN083 | Upload foto                                     |
| Gehele begraafplaats incl. muur, poorten, grafmonumenten, voormalige sacristie. |                     |                                   | Kerkstraat 7                        | 51° 7' 53" NB, 6° 4' 30" OL | 1669/WN084 | Upload foto                                     |
| Boerderij/hoeve                                                                 |                     |                                   | Kerkstraat 14                       | 51° 7' 53" NB, 6° 4' 28" OL | 1669/WN085 | Upload foto                                     |
| Boerderij/hoeve in 19e-eeuws traditioneel stijl                                 | 1898                |                                   | Kerkstraat 16                       | 51° 7' 53" NB, 6° 4' 28" OL | 1669/WN086 | Upload foto                                     |
| Graftombe/zerk Scherpenzeel - Heusch                                            |                     |                                   | Kerkstraat                          | 51° 7' 53" NB, 6° 4' 30" OL | 1669/WN087 | Upload foto                                     |
| St. Franciscusbeeld                                                             |                     |                                   | Kerkstraat, plantsoen               | 51° 7' 53" NB, 6° 4' 32" OL | 1669/WN088 | St. Franciscusbeeld                             |
| Boerderij/hoeve in Traditionalisme stijl                                        | 1920                |                                   | Kleine Wal 10                       | 51° 7' 55" NB, 6° 4' 35" OL | 1669/WN089 | Upload foto                                     |
| Woonhuis Achter de staldeur                                                     |                     |                                   | Kleine Wal 12                       | 51° 7' 56" NB, 6° 4' 36" OL | 1669/WN090 | Upload foto                                     |
| Woonhuis in 19e-eeuws traditioneel stijl                                        | XIXd                |                                   | Klifsbergweg 3                      | 51° 8' 16" NB, 6° 5' 17" OL | 1669/WN091 | Upload foto                                     |
| Wegkruis de Kievit (geen wegkruis gevonden)                                     |                     |                                   | Klifsbergweg 22 bij (Tankstation)   | 51° 8' 36" NB, 6° 6' 12" OL | 1669/WN092 | Upload foto                                     |
| Voormalig gemeentehuis in Traditionalisme stijl                                 | 1929, 1950 verbouwd | J. Bongaerts                      | Markt 1                             | 51° 7' 54" NB, 6° 4' 37" OL | 1669/WN093 | Voormalig gemeentehuis in Traditionalisme stijl |
| Woonhuis De Lindeboom                                                           |                     |                                   | Markt 18                            | 51° 7' 56" NB, 6° 4' 42" OL | 1669/WN094 | Upload foto                                     |
| Boerderij/hoeve                                                                 |                     |                                   | Markt 22-22a                        | 51° 7' 54" NB, 6° 4' 35" OL | 1669/WN095 | Upload foto                                     |
| Wegkruis                                                                        |                     |                                   | Markt                               | 51° 7' 54" NB, 6° 4' 38" OL | 1669/WN096 | Upload foto                                     |
| Woonhuis                                                                        |                     |                                   | Martinusweg 7                       | 51° 7' 58" NB, 6° 4' 30" OL | 1669/WN097 | Upload foto                                     |
| Marechausseekazerne in Traditionalisme stijl                                    | 1918                |                                   | Schaapweg 4 t/m 8                   | 51° 7' 52" NB, 6° 4' 25" OL | 1669/WN098 | Upload foto                                     |
| Woonhuis in invloed van chaletstijl stijl                                       | ca 1925             |                                   | Schaapweg 10                        | 51° 7' 52" NB, 6° 4' 23" OL | 1669/WN099 | Upload foto                                     |
| Boerderij/hoeve in 19e-eeuws traditioneel stijl                                 | 1886                |                                   | Schaapweg 14                        | 51° 7' 52" NB, 6° 4' 21" OL | 1669/WN100 | Upload foto                                     |
| Boerderij in Traditionalisme stijl                                              | 1910                |                                   | Schaapweg 16                        | 51° 7' 53" NB, 6° 4' 19" OL | 1669/WN101 | Upload foto                                     |
| Beeld St. Ludwig                                                                | ca 1910             |                                   | Station bij 2                       | 51° 9' 5" NB, 6° 8' 57" OL  | 1669/WN102 | Upload foto                                     |
| Beeld St. Ludwig naast hotel                                                    | ca 1909             |                                   | Station 22                          | 51° 9' 6" NB, 6° 9' 20" OL  | 1669/WN103 | Upload foto                                     |
| Bijenstal St. Ludwig in Mengsel van chaletstijl en vakwerkbouw. stijl           | 1906-1909           |                                   | Station 24                          | 51° 9' 6" NB, 6° 9' 21" OL  | 1669/WN104 | Upload foto                                     |
| Hotel/concertzaal Frans Wolken in Traditionalisme stijl                         | 1932                | J.P. Coumans en G.G.M. Timmermans | Tussen de Bruggen 8                 | 51° 8' 4" NB, 6° 5' 4" OL   | 1669/WN105 | Upload foto                                     |
| Molen Turbine in 19e-eeuws traditioneel stijl                                   | 1856                |                                   | Tussen de Bruggen 24                | 51° 8' 12" NB, 6° 5' 15" OL | 1669/WN106 | Meer afbeeldingen                               |